# Malemort-sur-Corrèze
Malemort-sur-Corrèze – miejscowość i dawna gmina we Francji, w regionie Nowa Akwitania, w departamencie Corrèze. W dniu 1 stycznia 2016 roku z połączenia dwóch ówczesnych gmin – Malemort-sur-Corrèze oraz Venarsal – utworzono nową gminę Malemort. Siedzibą gminy została miejscowość Malemort-sur-Corrèze. W 2013 roku populacja Malemort-sur-Corrèze wynosiła 7750 mieszkańców.

## Populacja

Populacja Malemort-sur-Corrèze w latach 1962–2008